# Massimo Piemontesi
Massimo Piemontesi, född 1986, är en professionell schweizisk ishockeyspelare. Under säsongen 2005/2006 lämnade han HC Luganos juniorlag för spel i St. Moritz.